# Landtagswahl in Südtirol 1964
Die Südtiroler Landtagswahl 1964 fand am 15. November 1964 als Wahl zum Regionalrat Trentino-Südtirol statt. Formalrechtlich erfolgte die Wahl zum Regionalrat in zwei getrennten Wahlkreisen, von denen einer dem Gebiet der untergeordneten Provinz Bozen, einer dem Gebiet der untergeordneten Provinz Trient entsprach. Im Wahlkreis der Provinz Bozen wurden 25 Abgeordnete zum Regionalrat gewählt, in der Provinz Trient 27 Abgeordnete. Mit ihrer Wahl in den 52 Mandate umfassenden Regionalrat wurden die Abgeordneten des Wahlkreises Bozen gleichzeitig Mandatare des Südtiroler Landtags, jene des Wahlkreises Trient hingegen Abgeordnete zum Trentiner Landtag. 
Die V. Legislaturperiode begann am 14. Dezember 1964 und endete am 12. Dezember 1968. Am 4. Februar 1965 wählte der Landtag die Südtiroler Landesregierung (Kabinett Magnago II).

## Wahlergebnis
- Partito Comunista Italiano: 1
- Partito Socialista Italiano: 1
- Partito Socialista Democratico Italiano: 1
- Soziale Fortschrittspartei (bis 1966 SVP): 1
- Südtiroler Volkspartei: 15
- Democrazia Cristiana: 3
- Tiroler Heimatpartei: 1
- Partito Liberale Italiano: 1
- Movimento Sociale Italiano: 1

| Partei                                  | Stimmenanzahl | Prozent | Mandate |
| --------------------------------------- | ------------- | ------- | ------- |
| Südtiroler Volkspartei                  | 132.188       | 61,27 % | 16/25   |
| Democrazia Cristiana                    | 29.596        | 13,52 % | 3/25    |
| Movimento Sociale Italiano              | 13.615        | 6,22 %  | 1/25    |
| Partito Socialista Italiano             | 11.780        | 5,38 %  | 1/25    |
| Partito Socialista Democratico Italiano | 8.369         | 3,82 %  | 1/25    |
| Partito Comunista Italiano              | 8.051         | 3,68 %  | 1/25    |
| Partito Liberale Italiano               | 5.413         | 2,47 %  | 1/25    |
| Tiroler Heimatpartei                    | 5.258         | 2,40 %  | 1/25    |
| Partito Socialista di Unità Proletaria  | 1.955         | 0,89 %  | 0/25    |
| Partito Repubblicano Italiano           | 733           | 0,35 %  | 0/25    |

## Fraktionswechsel während der laufenden Legislaturperiode
Der Abgeordnete Egmont Jenny schied 1966 aus der Fraktion der Südtiroler Volkspartei aus und gründete die Fraktion der Sozialen Fortschrittspartei Südtirols.

## Historische Bedeutung
Die Mandatsanzahl des Südtiroler Landtags wurden im Vorfeld der Wahl erneut erweitert – von ursprünglich 20 Mandaten (1948) bzw. 22 Mandaten ab 1952 auf nunmehr 25 Mandate. Die drei zusätzlichen Mandate entfielen auf die Südtiroler Volkspartei (+1) und die erstmals im Landtag vertretenen Gruppierungen Partito Liberale Italiano (1) und Tiroler Heimatpartei (1). Alle anderen Parteien konnten ihre Mandatsanzahl aus dem Jahr 1960 halten. 
Mit dem Landtagseinzug von Josef Raffeiner für die Tiroler Heimatpartei wurde 1964 erstmals der alleinige Vertretungsanspruch der Südtiroler Volkspartei für die deutsch- und ladinischssprachige Bevölkerung Südtirols gebrochen. 1966 setzte sich die Pluralisierung des deutschsprachigen Wählerspektrums fort, nachdem der vormalige SVP-Mandatar Egmont Jenny die Ein-Mann-Fraktion der Sozialen Fortschrittspartei Südtirols (SFP) gegründet hatte.